# Mariä Himmelfahrt (Pappenheim)

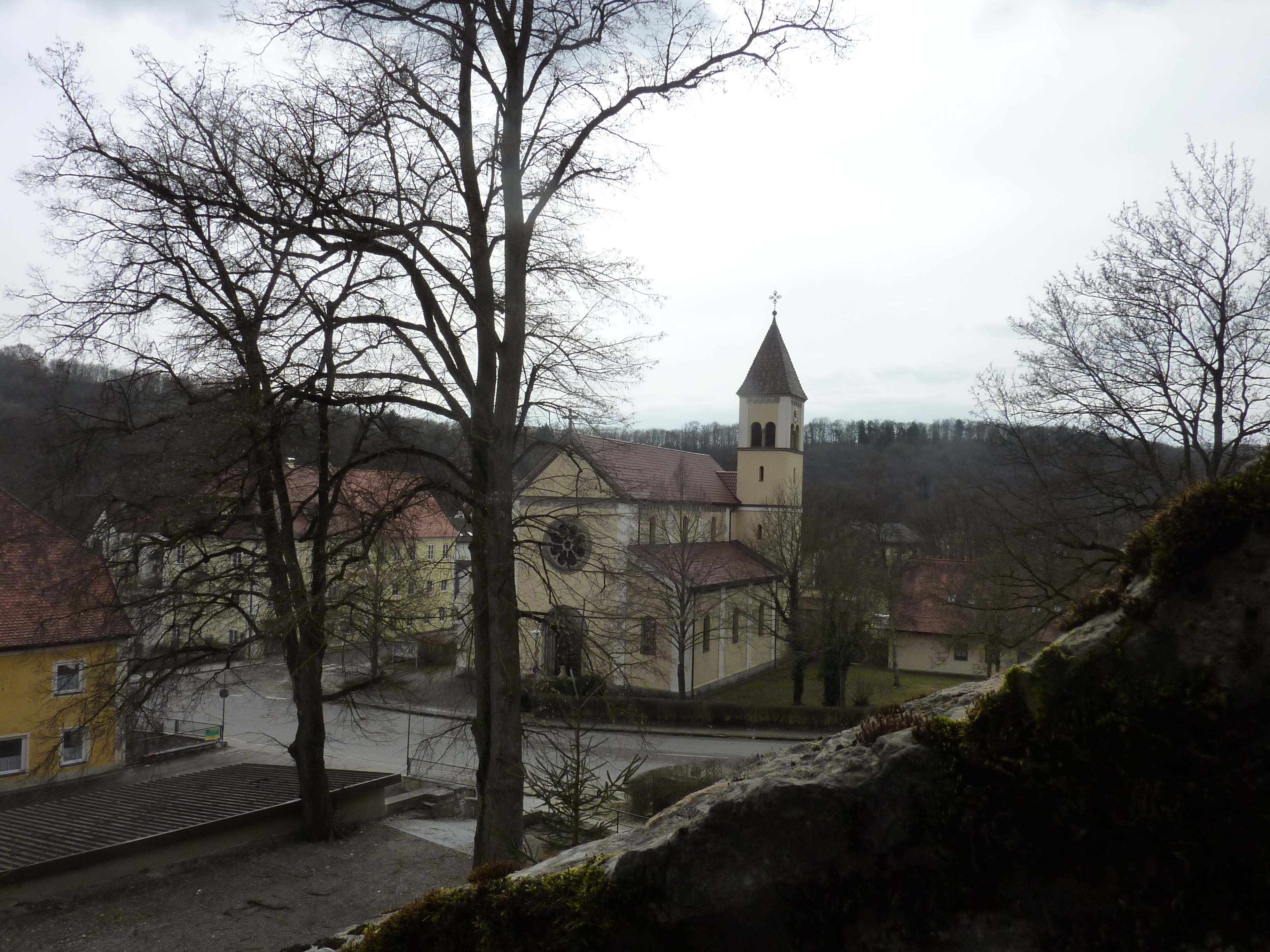
Blick auf Mariä Himmelfahrt vom Aufgang zur Burg Pappenheim

Mariä Himmelfahrt ist eine römisch-katholische Pfarrkirche in Pappenheim im mittelfränkischen Landkreis Weißenburg-Gunzenhausen in Bayern. Das Bauwerk mit der postalischen Adresse Bahnhofstraße 1 ist unter der Denkmalnummer D-5-77-158-133 als Baudenkmal in die Bayerische Denkmalliste eingetragen. Die Kirche liegt unweit südlich der Pappenheimer Altstadt an einer Straßengabelung auf einer Höhe von 406 m ü. NHN.

## Geschichte

Franz Leopold von Leonrod

Der Eichstätter Bischof Franz Leopold Freiherr von Leonrod setzte sich für den Bau einer Kirche in der Missionsgemeinde Pappenheim ein und war sowohl bei der Grundsteinlegung als auch bei der Konsekration der Kirche am 29. September 1888 zugegen. Eine Kollekte in ganz Bayern, die vom König angeordnet wurde, brachte etwa die Hälfte der Baukosten ein, der Rest wurde von der Gemeinde, der Diözese Eichstätt und einzelnen Spendern finanziert. Die katholische Gemeinde in Pappenheim hatte vor der Errichtung dieser Kirche ihre Gottesdienste im Eselsstall der Burg und anderen Sälen gefeiert.
Die neuromanische Kirche Mariä Himmelfahrt ist als dreischiffige Pfeilerbasilika konzipiert, wie sie im süddeutschen Raum ab dem 12. Jahrhundert üblich war. An der westlichen Giebelseite befindet sich ein großes Radfenster über einem neuromanischen Gewände-Portal mit Tympanon. Die Längsfronten sind durch Lisenen und kleine Rundbogenfenster gegliedert, unter der Traufe befindet sich ein Rundbogenfries. Als Glockenturm dient ein viergeschossiger Campanile mit Zwillingsfenstern und Pyramidendach.
Die Kirche wurde am Fuß der Burg und am Eingang zur Altstadt errichtet; offenbar um die Eingangsfront samt Rosette wirksam zu platzieren, wurde auf eine Ost-West-Ausrichtung verzichtet. Das historistische Gebäude wurde nach Plänen des Architekten und staatlichen Baubeamten Friedrich Niedermayer erbaut und aufwändig mit Malereien geschmückt – statt, wie offenbar zunächst befürchtet worden war, nur sparsam ausgestattet zu werden.
So stammten die Wandbilder im Inneren von Josef oder Johannes Lang, einem Nazarener der Münchner Schule. In der Apsis befand sich eine Darstellung des Christus Pantokrator, umgeben von den Propheten Jesaja, Jeremia, Ezechiel und Daniel sowie den vier Evangelistensymbolen und den vier Kirchenvätern Augustinus, Ambrosius, Hieronymus und Gregor. Im Kirchenschiff waren unter anderem sechs Szenen aus dem Leben Marias zu sehen, ferner Figuren aus dem Alten und dem Neuen Testament.

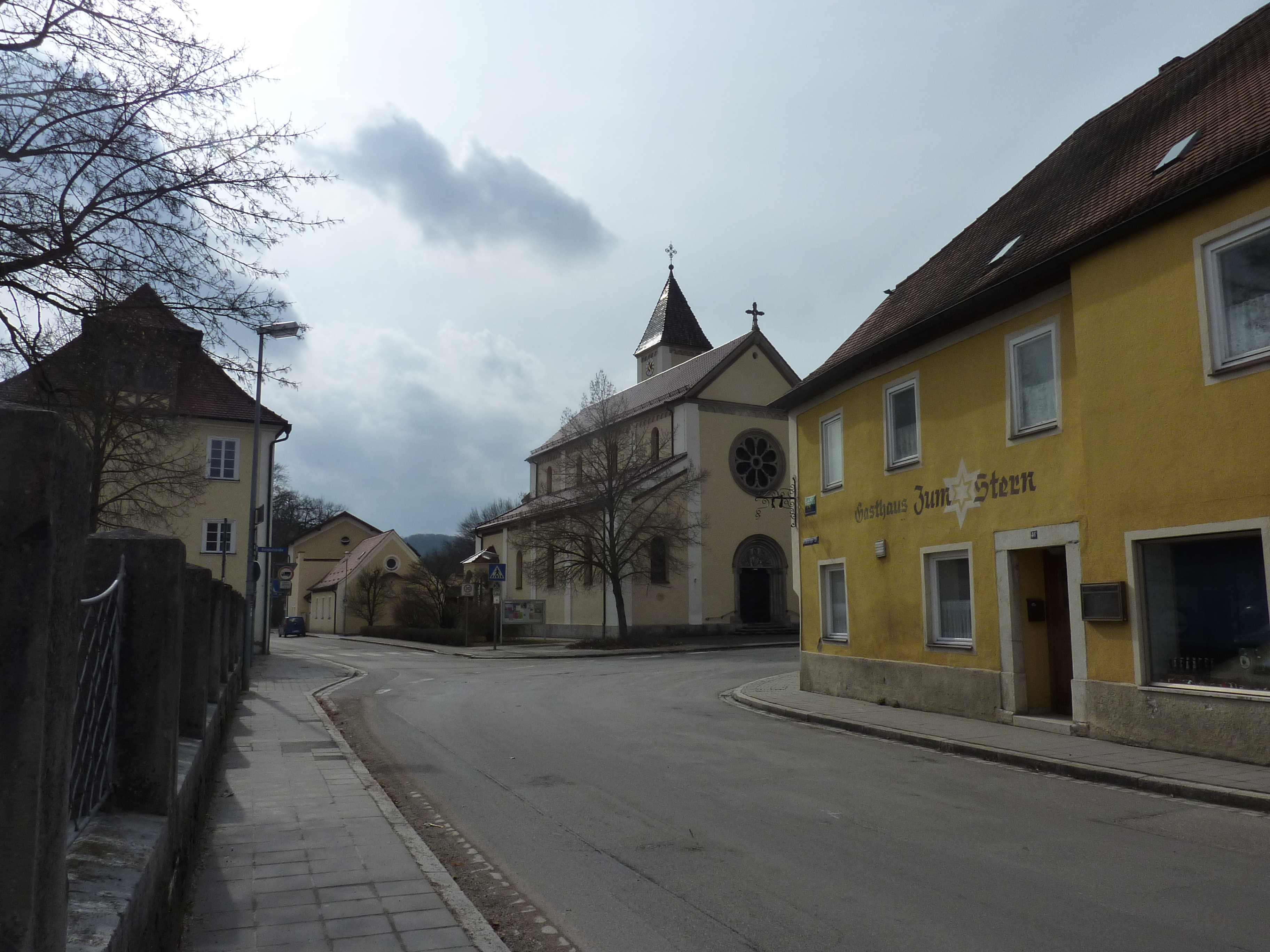
Mariä Himmelfahrt von der Pappenheimer Altstadt aus gesehen
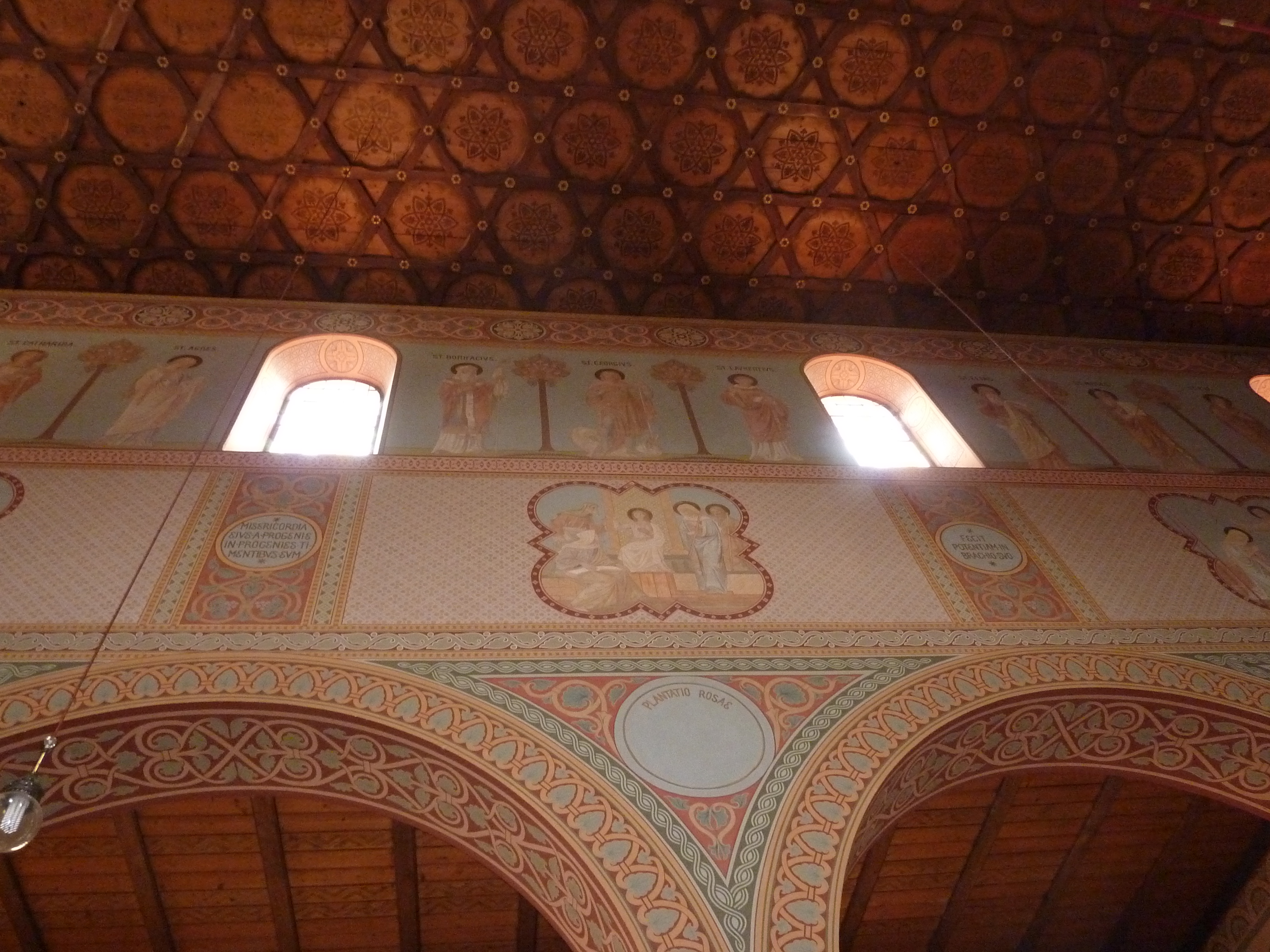
Innenraum
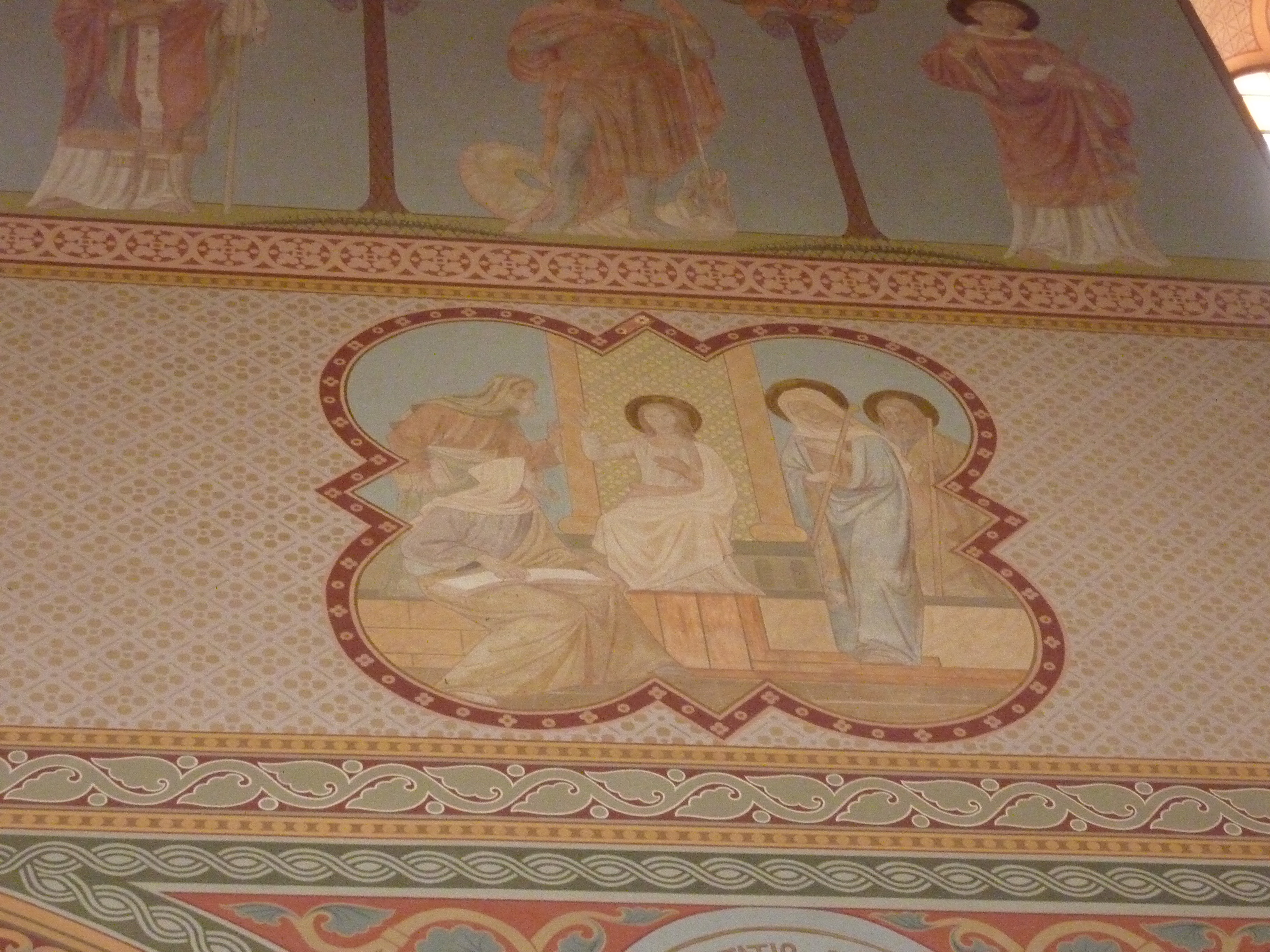
Detail
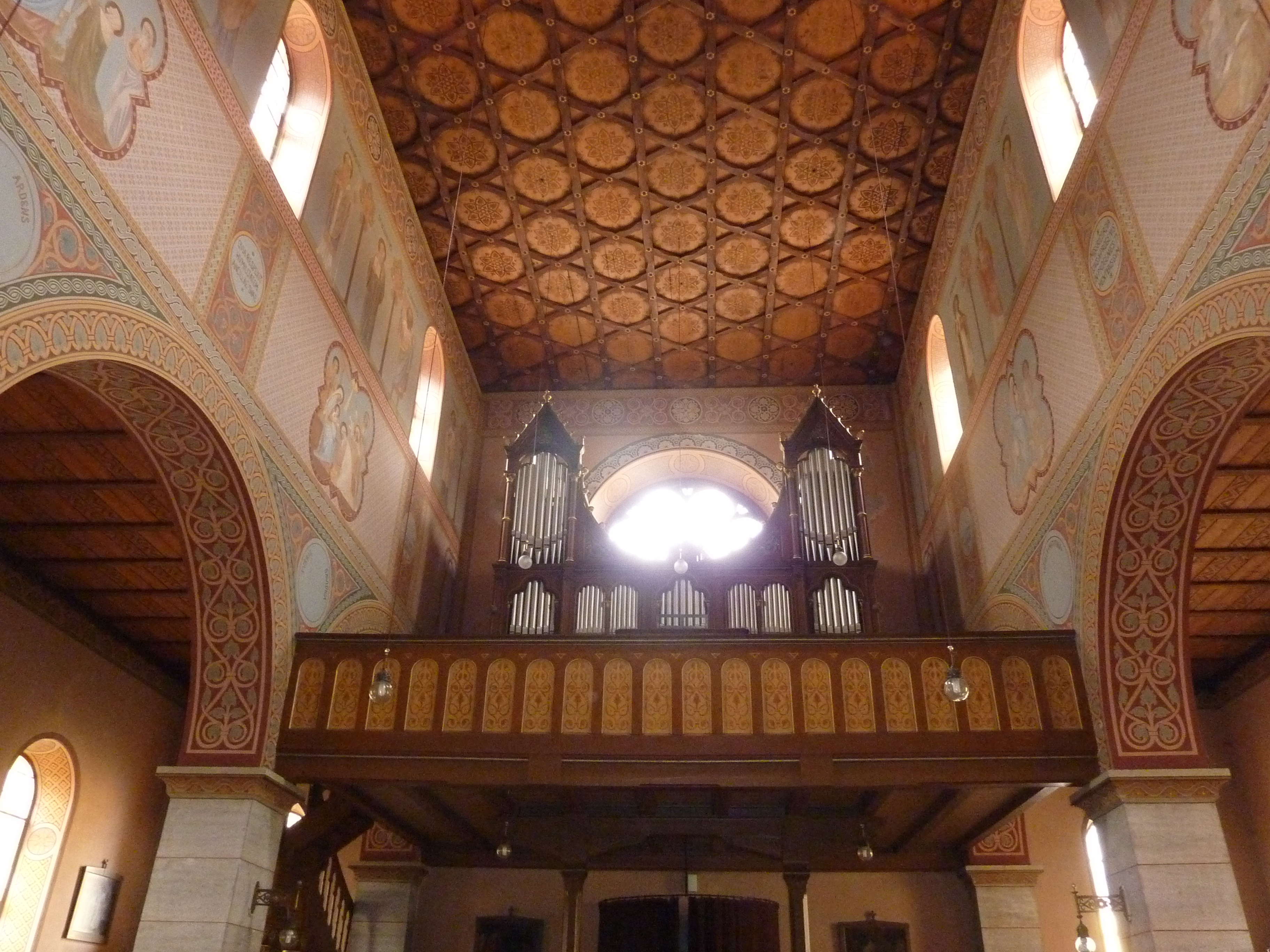
Blick zur Orgelempore

In den 1960er Jahren wurden diese Bilder weiß übertüncht. Auch ein Teil der Innenausstattung der Kirche wurde durch damals moderne Stücke ersetzt. Anlässlich der 100-Jahr-Feier der Kirche wurden diese Maßnahmen in den 1980er Jahren allerdings, soweit möglich, rückgängig gemacht. Mariä Himmelfahrt wurde nicht nur äußerlich renoviert, sondern auch die Wandmalereien im Inneren wurden wieder freigelegt und restauriert. Dadurch wurde die Kirche zu einem der „bedeutendsten und schönsten Zeitdokumente für den katholischen Kirchenbau des 19. Jahrhunderts“, obwohl die ursprüngliche Farbverglasung der Fenster fehlt.

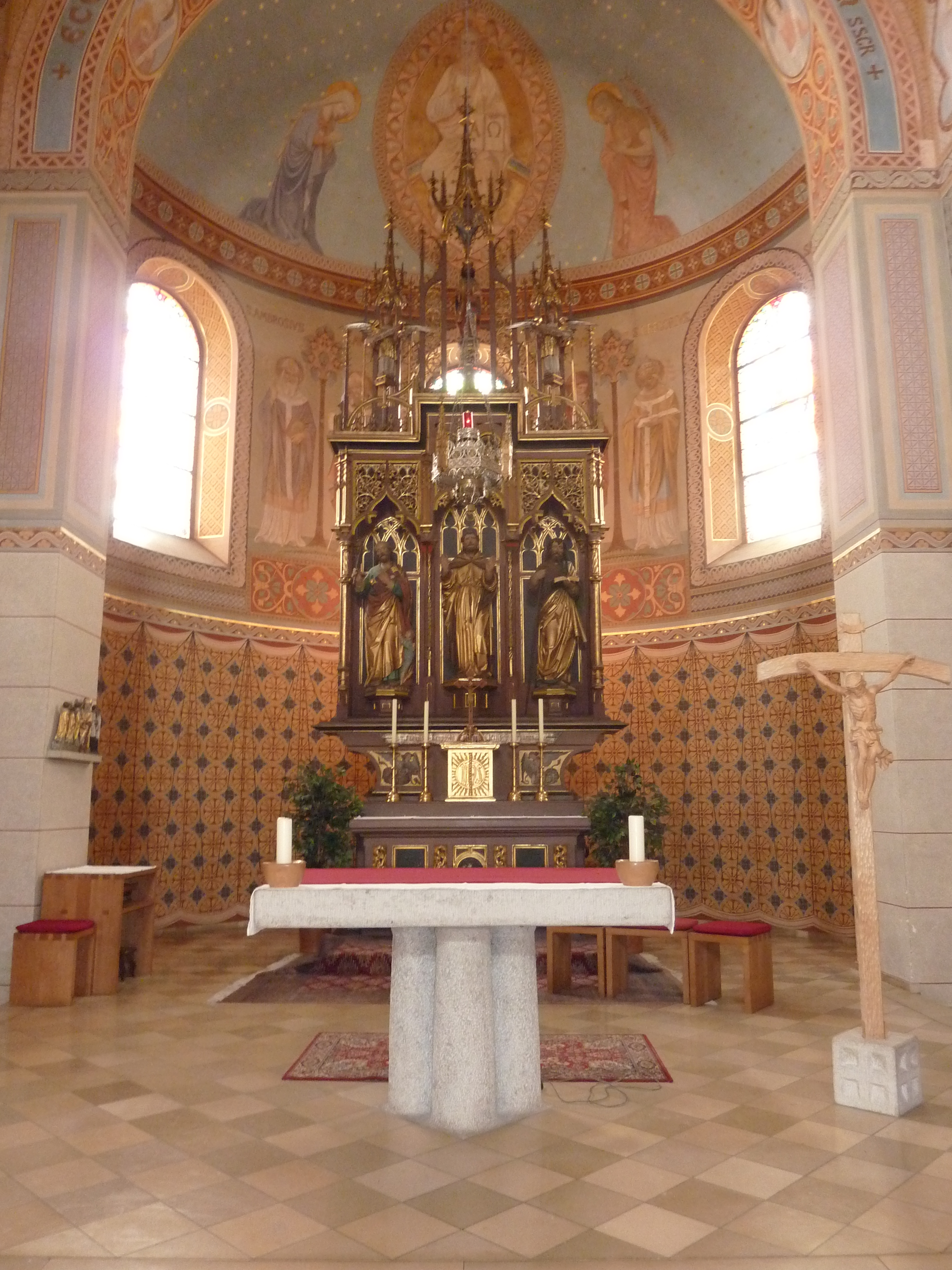
Hochaltar

Nicht zur ursprünglichen Ausstattung gehört auch der neogotische Hochaltar, der aus der Leonrodskapelle im Dom zu Eichstätt stammt und dort entfernt werden musste, weil eine größere Bischofsgrablege eingerichtet wurde. Der Altar wurde vom Diözesanklerus zum 25. Priesterjubiläum Franz Leopold von Leonrods im Jahr 1876 gestiftet und nach Entwürfen von Inspektor Beyschlag durch den Bildhauer Basler in Simbach und den Maler Gerhäuser in Eichstätt gestaltet. Gerhäuser schuf auch zwei Engelsbilder für den Altar. Die Mitte nimmt der heilige Franziskus als Namenspatron des Bischofs ein, flankiert von Matthäus und Matthias. Der zweite Namenspatron, der heilige Leopold, ist im Gesprenge zu sehen; zwei Engel halten Spruchbänder, auf denen auf den Anlass der Stiftung hingewiesen wird.
Der Bildhauer Hans Kreuz schuf unter anderem die Schutzmantelmadonna aus Jura-Marmor, die auf dem Kirchenvorplatz steht. Sie umfasst einerseits den Priester mit seiner Gemeinde, dargestellt vor Kirche und Burg Pappenheim, andererseits den heiligen Sola, der im benachbarten Solnhofen wirkte.